# Micropolypodium cookii
Micropolypodium cookii là một loài dương xỉ trong họ Polypodiaceae. Loài này được Underw. & Maxon A.R. Sm. mô tả khoa học đầu tiên năm 1992.